# ARRIS
ARRIS Group Inc. (mayormente conocido como ARRIS) es una compañía estadounidense que produce equipos para la telecomunicación, tales como módems, cablemódems, decodificadores de teléfono y televisión por cable.
Los dos equipos (de decodificación telefónica) más populares de la compañía son el TM402P y el TM502G.

## Equipos

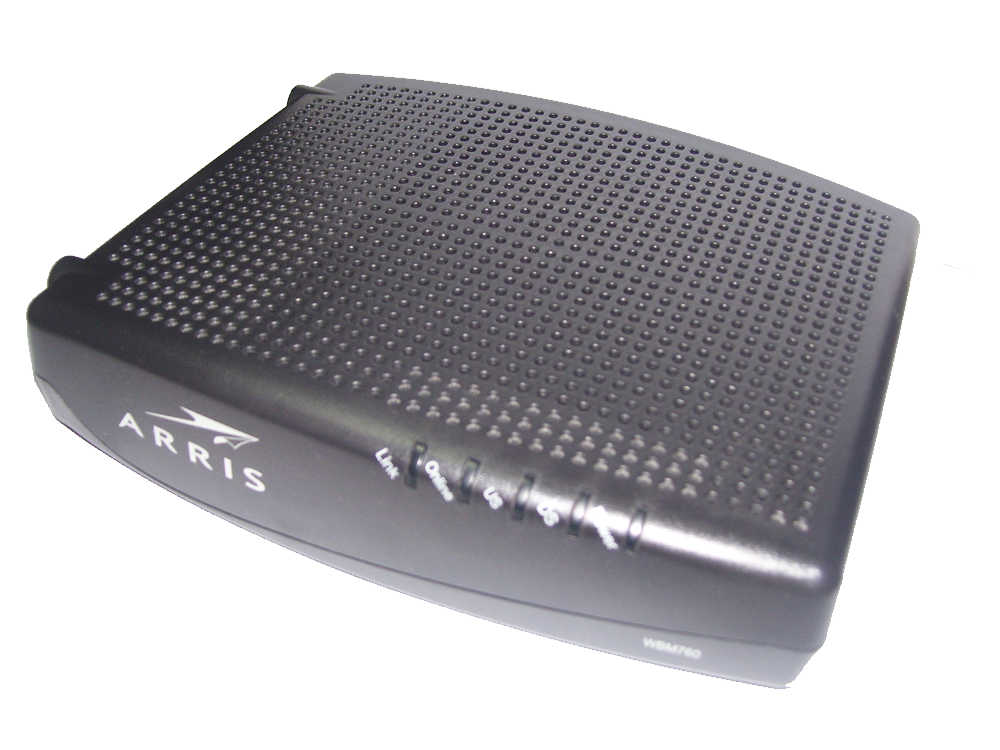
Cablemódem ARRIS WBM760A
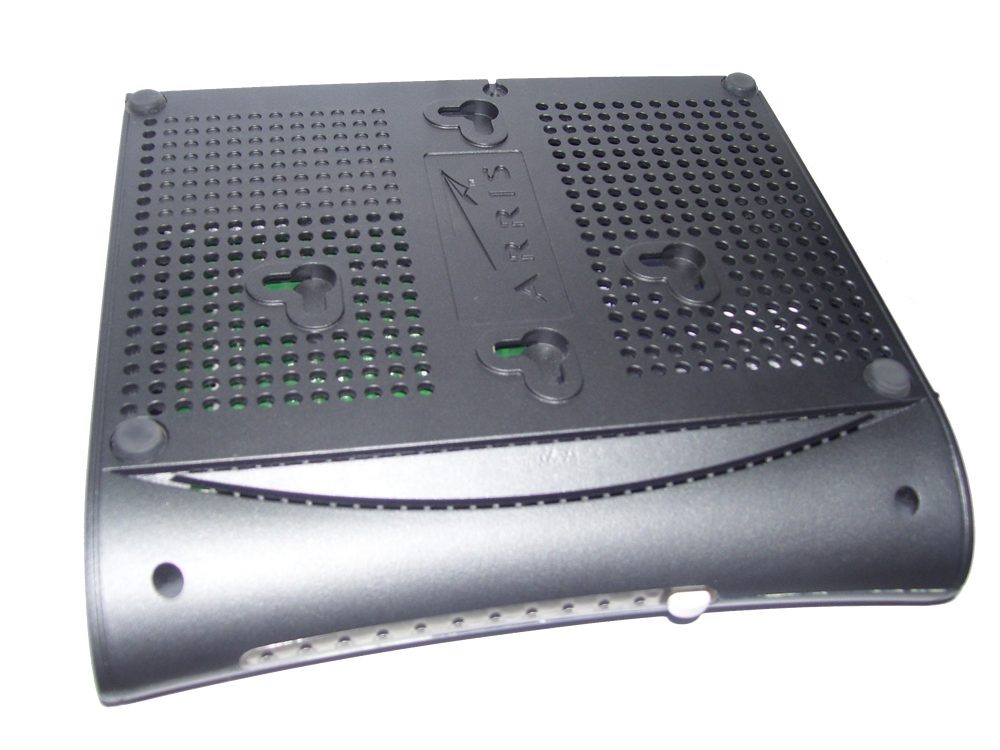
Decodificador de Teléfono ARRIS TM402, uno de los más populares equipos de la compañía